# CS/LR4型狙击步枪
CS/LR4型狙击步枪（前称：7.62毫米高精度狙击步枪；又称：NSG-1）是一款由中国兵器工业第208研究所所研制、长风机械（集团）总公司所生產的高精度狙击步枪系统，发射7.62×51毫米北約口徑步枪子彈，例如中国生产的CS/DFL3型高精度铜壳全铅芯专用狙击彈藥或国外生产的.308口径高精度比賽等級弹药。其改进型QBU-202狙击步枪系统（8.6×70mm Lapua Magnum版本）和QBU-203狙击步枪系统（7.62×51mm NATO版本）獲解放军采用成为制式装备。

## 歷史
随着经济和社会的发展，频繁的于各类重大国际活动、赛事中交流，中国重新开始认识狙击理念，并付诸科研实践。为此，中国相关部门于2008年6月启动了7.62毫米高精度狙击步枪系统的研制工作。
经过近3年的艰苦努力，先后解决了众多关键技术，成功研制出具有世界先进水平的7.62毫米高精度狙击步枪系统。在2010年北京警用装备展上建设厂的展台上迷彩涂装造型首度展出，而在2011年北京警用装备展上建设厂的展台上则以黑色造型与5.8毫米高精度狙击步枪同时展出（当时还没有正式的名称）。2011年6月，这枪通过了外贸定型，並正式命名为CS/LR4型7.62毫米高精度狙击步枪系统。
在2012年北京警用装备展上展出的CS/LR4有多項改进。同年，于哈萨克斯坦举辦的“金鹰2012”（AY-2012）狙击比赛之中，北京派出的选手使用CS/LR4发射主办方统一提供的比賽等級弹药，並且获得了优胜。其后，在2013年澳大利亚陆军轻武器技能大赛中，亦有使用CS/LR4参赛。

## 设计细节

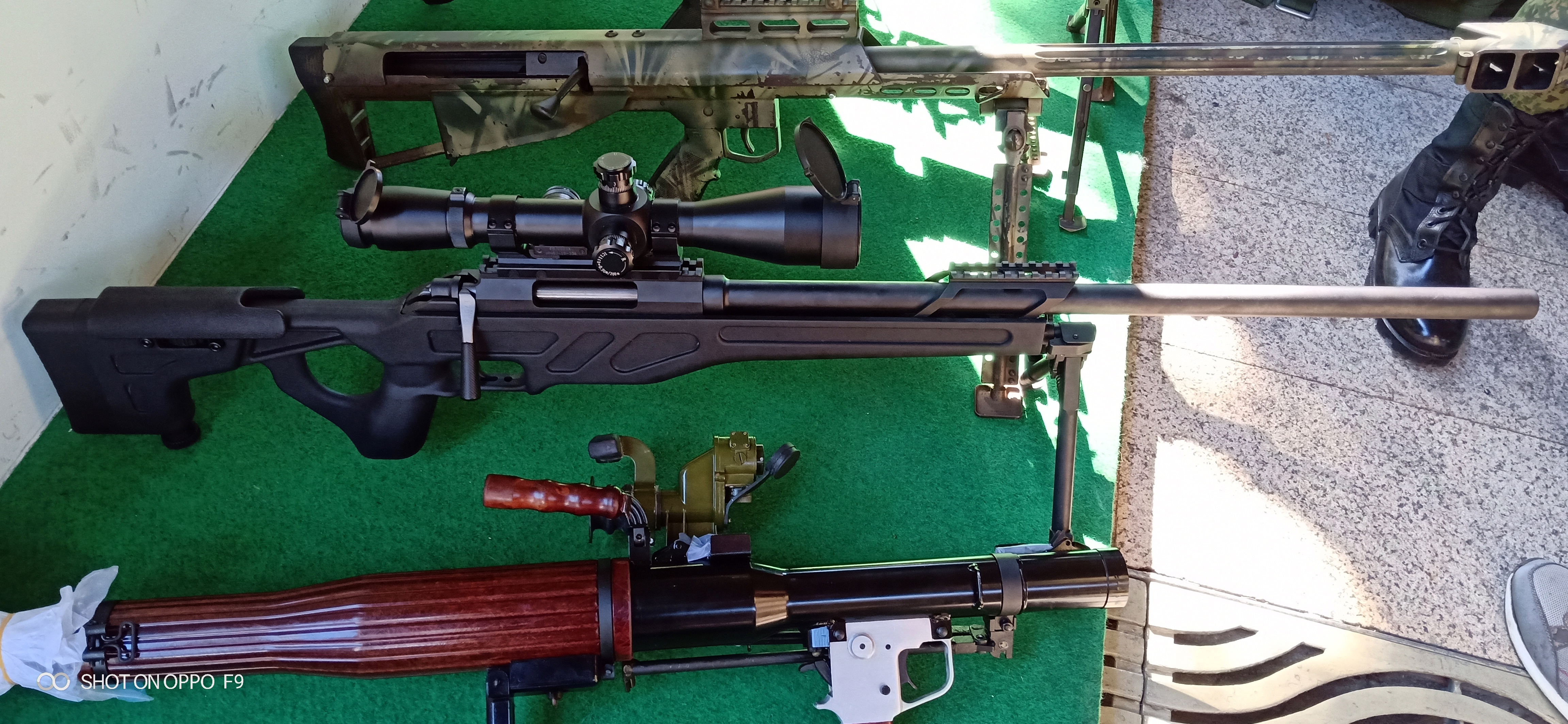
菲律賓陸軍122週年上展示CS/LR4A。

CS/LR4型7.62毫米高精度狙击步枪采用传统式结构，枪管自由浮置式设计，旋转后拉式枪机，弹匣供弹。全枪由枪身、枪机、枪托／护手、供弹具及两脚架等几大部件组成。

### 机匣
机匣与枪管采用螺纹固接。保险杆、发射机与机匣之间均采用销钉固接。机匣内腔设有导轨用于导引枪机运动。枪机与机匣内腔前部的闭锁支撑面相互作用实现闭锁，手工操作枪机完成推弹、闭锁、开锁、抽壳、抛壳等动作。机匣右侧设有抛壳窗。机匣左侧设有枪机锁和弹匣卡笋，枪机锁是限制枪机向后运动的极限位置。
机匣顶部从设计初始阶段就采用了MIL-STD-1913戰術導軌用于加装光学瞄准镜。不仅可以配装中国內外高精度光学瞄准仪，也为中国国内相关生产单位研制适应该导轨的光学瞄准仪创造了基础。枪管上方亦设有一段前部战术导轨，用于安装微光图像增强仪。该枪的战术导轨分为前后两段式设计，便可以同时配装白光瞄准镜和夜视仪。为保证精度，这段导轨不与枪管接触。早期型的前部战术导轨支架为“单向支撑”方式，而在2012年北京警用装备展上展出时的后期型则改为“双向支撑”方式，提高了安装串联夜视仪时的稳定性。
该枪配备的白光瞄准镜的质量和外形尺寸均比普通步枪用光学瞄准镜相较为大。因此，该枪机匣顶部的战术导轨横向尺寸大，宽为21.7毫米（0.85英吋），以提升连接稳固性。这段战术导轨长度达150毫米（5.91英吋），光学瞄准镜连接在战术导轨的前后位置可调节，安装位置灵活方便。枪、镜连接锁紧机构采用螺杆拉紧式，可用工具锁紧在战术导轨之上。
该枪突破了光学瞄准镜的传统使用模式，以白光瞄准镜作为主要瞄准具，而且枪、镜校准后不再拆卸白光瞄准镜，避免重复装夹造成的瞄准误差，大大提高了武器的瞄准精度。夜间瞄准射击时，将微光图像增强仪安装在白光瞄准镜前方的皮卡汀尼导轨上，其起到夜间图像增强的作用，通过白光瞄准镜实施夜间瞄准。该使用模式无需单独设计微光瞄准镜，简化了设计工程。

### 枪管
自由浮動式槍管采用精密锻造技术制造，全长610毫米（24.02英吋），弹膛、线膛针对狙击步枪弹药进行了优化设计，确保弹头在枪管中定位的一致性、稳定性以及减小弹头在枪管中初始运动的扰动、弹头被甲变形等。枪管壁厚设计余量较大，提高了枪管刚度和热容量。
迷彩涂装原型的枪管前端的枪口螺纹可用于装上消聲器令其成为「微声狙击步枪」，但不知为何自黑色造型开始却取消了枪口螺纹。

### 发射机
发射机由阻铁、阻铁座、保险杆、击发杠杆和扳机等组成。兩道火扳機扳机设置可通过调节螺钉使扳機扣力在8～15磅力（35.59～66.72 牛頓）之间调节，扣压扳机时能明显地感觉到预压和击发两个阶段。而且扳机前后位置也可以实现调节。
发射机通过两个销子与机匣固接，安装在机匣右侧、发射机座上方的手动保险杆，通过前后滑动实现保险和射击状态的转换。保险杆推到后方位置时为保险位置，此时阻铁和阻铁座被保险杆刚性限位，因而无法转动，即使扣动扳机或是意外跌落，击针也无法被解脱而不能实现击发；而保险杆推到前方位置时为射击状态，此时击针被阻铁挂住，阻铁可随阻铁座一起转动，扣动扳机，阻铁即可释放击针，实现击发。

### 枪机
枪机由机头体、压弹板、枪机体、抽壳钩、抛壳挺、击针及击锤等组成。机头体前方设有3个鎖耳（英語：Lug），抽壳钩和抛壳挺均安装在枪机头体上；平移式击针装在枪机头体内，平移式击锤部件由阻铁解脱实施击发动作。

### 枪托／护手
CS/LR4型7.62毫米高精度狙击步枪的一体化枪托／护手采用纤维增强热塑塑料内嵌钢件注塑成型制造。枪托／护手全长720毫米（24.02英吋），通过前后两个螺钉与机匣连接。枪托由后向前设置有：托底板、托腮板、握把、下护手。
枪托底板组件由橡胶托底板、垫片等组成，通过两个螺钉固接在枪托后端。枪托底板可通过增减垫片数量以调节托底板的厚度，也可进行高低调节。
托腮板组件由托腮体、调节手轮和紧固装置等组成。托腮板的高低可通过转动调节手轮进行调整。
早期型的一体化枪托／护手沒有任何枪背带环，而在2012年北京警用装备展上展出时的后期型则在前后进行了枪背带环的设计，提高了全枪的携行能力。

### 供弹具
CS/LR4型7.62毫米高精度狙击步枪的供弹具为5发单排式直弹匣，由弹匣体、托弹板、托弹簧、弹匣底盖等组成。弹匣以直插式装上供弹口。
早期型的弹匣卡笋设计在底盘系统的左侧面上的按钮型弹匣卡笋，而在2012年北京警用装备展上展出时的后期型则移至弹匣前部，并改为拨片样式。为了解決早期型弹匣因弹匣壁较为薄弱（只有0.8毫米），导致枪械运输过程中或是使用携行中因一些剧烈的外力磕碰造成弹匣壁変形，进而导致供弹故障，后期型的弹匣壁进行了强化，弹匣壁厚度增加至1毫米。

### 两脚架
CS/LR4型7.62毫米高精度狙击步枪的两脚架通过脚架座和脚架卡笋以及一体化枪托／护手上的脚架连接座连接，可调节高低，为使用者在不同位置进行瞄准时提供更好的支撑。
早期型的高低调整装置和脚架底座分別为旋钮样式和半球状样式，而在2012年北京警用装备展上展出时的后期型则改为按钮样式和平底犁头样式；设计位置亦由底盘式枪托下部固定改为前端固定，這種設計改良有助此狙擊步槍提高射擊精度。

### 后支撑杆
CS/LR4型7.62毫米高精度狙击步枪还设有后支撑杆，可作为狙击步枪的驻锄，用于辅助架枪。后支撑杆可调节高低以适应地形需要，并且可以对架枪高度进行微调，便于狙击手长时间伏卧使用。后支撑杆与前端的两脚架相配合，可以让CS/LR4自行稳定在射击位置上，这样使用者可在执行观察任务时充分休息，无需时时刻刻端著狙击步枪，有助于保存体力。

### 无损供弹机构
CS/LR4型7.62毫米高精度狙击步枪在设计上的技术提升是无损供弹机构。
对高精度狙击武器系统来说，射击精度是核心目标，因此对狙击步枪／弹药的加工质量要求非常高，尤其是狙击弹弹头的加工质量和表面质量对射击精度有很大的影响。而无损供弹机构则可避免供弹过程中弹头接触导弹坡面等硬金属表面造成的弹头表面划伤，从而提高射击精度。
无损供弹机构的原理是：将供弹具的安装位置尽量靠近枪管轴心，缩小供弹具最上一发弹与枪管轴心的高度差（即是供弹过程中的枪弹爬升高度），利用弹壳导引弹药入膛及规正，避免弹头表面的损伤可能。技术人员将传统旋转后拉式枪机设计成分体式枪机结构，枪机头最大限度地为供弹具让位，以尽可能提高供弹具的安装位置，使弹药上膛过程中的爬升高度小于3毫米，确保弹药上膛过程的导引由弹壳完成，避免了弹头可能受到的碰撞、刮蹭等伤害。

### 人机工效
CS/LR4型7.62毫米高精度狙击步枪亦具有很突出的人机工效方面设计。该枪充分吸收了中国国外同类枪械在这方面的优秀设计，包括握把及枪托采用类似运动步枪的结构设计，其枪托底板厚度、托腮板高度、两脚架高度、枪托下方的后支撑杆、扳机扣力和扳机位置均可调节。有了这些基础条件，狙击手可在拿到其配属的狙击步枪后，根据其个人体型和使用习惯对枪进行调节，满足了狙击手对于狙击步枪舒适度的要求。通过优化握把、扳机等握持部位的形状和尺寸，达到了握持、据枪和射击的舒适效果。另外，其枪身表面也进行了皮革纹特殊处理，枪管表面也采用啞光设计，不仅减小了因枪身反光而被敌方发现的概率，也使得狙击手持枪的手感更好。

### 附件
CS/LR4型7.62毫米高精度狙击步枪與其配套部件統稱為「7.62毫米高精度狙擊步槍系統」，配件包括硬式携带盒、清洁套件、CS/OS15型8~32倍白光瞄准镜（原厂配装）或CS/OS17型白光瞄准镜（公安部配装）、CS/OS20A型4~15倍白光瞄準鏡（改良型號配裝）、微光图像增强仪、CS/OB1型激光测距仪／弹道解算计算机系统、CS/DFL3型7.62毫米高精度专用狙击步枪弹药和操作手册。

## 弹药
CS/DFL3型7.62毫米高精度专用狙击弹药的外形尺寸和7.62×51毫米普通弹基本相同。该弹由弹头、弹壳、底火和发射药组成。采用铜壳被甲全铅芯前装结构、标准北约弹药铜弹壳、伯丹式无锈蚀击发药底火和内弹道燃烧稳定的新型单基发射药，一发CS/LR4专用子弹约为50元人民币。

### 追求更高性能
7.62毫米高精度狙击步枪弹药于2008年9月提出论证，2009年7月开始研制。2010年1月，样弹进行了全面性能试验，试验结果表明样弹完全满足战术技术指标要求。其后科研人员又对该弹提出更高的指标要求，即600米的射击密集度指标由≤240毫米提高到≤174毫米。指标确定之后，技术人员进行进一步技术攻关，并解决了相关技术问题，最终于2010年12月完成外贸设计定型，命名为CS/DFL3型7.62毫米高精度狙击步枪子弹。

### 问题及解决方案
在7.62毫米高精度狙击步枪弹药的研制为程中，遇到的关键技术问题主要有三方面。
1. 枪弹设计参数优化问题。中国以前主要是设计普通弹，设计高精度弹药尚属空白，无更多经验可供借鉴。设计人员在研制7.62毫米高精度狙击步枪弹的时候发现枪弹的特征参数和射击密集度之间关联度极高。因此，枪弹设计参数优化就成为了第一个关键技术问题；
2. 提高射击密集度问题。根据7.62毫米高精度狙击步枪系统的作战使命，其需要具有很高的射击密集度和首发命中率。因此，如何提高该弹的射击密集度就成为了第二个关键技术问题；及
3. 步枪／弹药匹配问题。试验中发现，7.62毫米高精度狙击步枪弹药虽然在7.62×51毫米普通弹药弹道枪上有较好表现，但在新设计的高精度狙击步枪上则表现不稳定。经分析，这主要是由于步枪／弹药匹配不合理造成的。因此，如何优化步枪／弹药的匹配进而提高弹头飞行稳定性就成为了第三个关键技术问题。

针对上述三大关键技术问题，技术人员开始采取相应的解决措施。设计人员在弹头特征参数优化设计方面进行了大量经典力学、内弹道学和外弹道学等理论计算，并结合以往的研制经验建立了一个专门用于优化弹头特征参数的新型弹道模型。
同时，设计人员认为传统型后装方式组装弹头的加工工艺办法很难满足射击密集度要求。采用后装方式组装弹头时，铅心或钢心从弹头壳的尾部向前装入，然后用专用冲子等工具将铅心或钢心冲压到位，最后进行弹头壳尾部的收口工序。钢心或铅心从后向前装入弹头壳时，弹头一致性、轴对称性和密实性很难保证，因此，其散布精度也就受到一定的影响。由此大胆提出采用前装方式组装弹头，并完成了工艺优化工作，有效提高了射击密集度。同时技术人员还在提高射击密集度方面采取了多项技术措施：
1. 对弹头方案设计进行优化以提高弹头的射击密集度潜力；
2. 采用较大弹重系数和减小枪口压等措施以减小初始扰动；
3. 选用合适的单基发射药使高精度狙击步枪弹药具有稳定的内弹道性能；
4. 为满足远距离的射击密集度，调整了弹头质量；及
5. 对各零部件的制造公差、全弹的装配公差进行严格控制。

在步枪／弹药匹配方面，技术人员根据新膛室的特点，对7.62毫米高精度狙击步枪弹药的设计方案（主要是弹头弧形的形状和高度、尾锥的角度和高度、弹头的外径、初速等）进行了调整。
经過这些技术攻关，最终设计而成的7.62毫米高精度狙击步枪弹药的射击密集度、首发命中率均较好满足了设计指标要求，性能达到世界先进水平。
经过设计与工艺的改进，7.62毫米高精度狙击步枪弹药的外形尺寸虽然基本上与7.62×51毫米普通弹相同，但是精度上比7.62×51毫米普通药外高出许多。该弹的研制成功填补了中国外贸型7.62×51毫米高精度狙击步枪弹药的空白。

## 精度
CS/LR4型7.62毫米高精度狙击步枪系统的預期精度不錯：在发射CS/DFL3型7.62毫米狙击弹药和有利的環境條件以下可以達到小於1.16 角分（MOA）的準確度，其测试精度效果如下：
- 在100米（109.36码，328.08英尺）处的散布范围为小于29毫米（1.14英吋）。
- 在300米（328.08码，984.25英尺）处的散布范围为小于87毫米（3.43英吋）。
- 在600米（656.17码，1,968.5英尺）处的散布范围为小于174毫米（6.85英吋）。
- 在800米（874.89码，2,624.6英尺）处的散布范围为小于232毫米（9.13英吋）。[2]

如此看來，CS/LR4米高精度狙击步枪的精度雖然比起美國陸軍的制式狙擊步槍的表現還有欠缺（比如M2010增強型狙擊步槍，其出廠驗收精度為小於1角分），但確實比起85式和88式提高許多，等同于美国M24狙击步枪发射M118狙击弹药的精度水平。

## 技术亮点
CS/LR4型7.62毫米高精度狙击步枪系统的研制成功，填补了中国在高精度狙击步枪系统领域的空白。其主要技术特点如下：
1. 对枪弹与枪管的匹配设计开展深入研究，积累了丰富的经验，提高了中国枪弹与枪管设计的理论水平；
2. 首次成功解决了子弹弹头前装成型工艺问题，大幅度提高了弹丸加工的一致性、密实性和轴对称性；
3. 成功摸索出高精度狙击枪管的精锻工艺及相关检验技术，进一步提高了中国枪管内膛加工的精度水平；
4. 创造性地应用了枪械无损供弹机构，避免弹药在供弹过程之中受到损伤，有利于提高武器射击精度；
5. 研制的白光瞄准镜成功破解了变倍率时、物镜调焦时和因冲击而引起的三种零位漂移原因，在中国首次实现综合漂移小于20 角秒，提高了瞄准精度；及
6. 研制的测距仪／弹道解算计算机成功地整合了激光测距、弹道解算、环境测量和数据显示等技术。

CS/LR4型7.62毫米高精度狙击步枪的结构设计较上世纪末期的85式和88式狙击步枪优秀。后两者的下护木前端须依靠枪管附件定位，枪管亦因直接套著两脚架而非自由浮置式。由于枪管射击时会在火药燃气压力下膨胀，但下护木、两脚架等附件却恰恰阻撓了枪管的正常变形，进而导致武器射击精度低下。而前者的下护木则是采用悬臂形式，两脚架设置在下护木前部下方（已经改为护木前端），避免直接在枪管上加挂附件。这样使枪管在膨胀以后能够正常变形，提升了武器的射击精度。这一结构设计与美国雷明顿高精度狙击步枪非常相似。而CS/LR4的设计基本上达到了“以我为主、中西合璧”。
综上所述，CS/LR4型7.62毫米高精度狙击步枪系统具有高精度、可靠性良好、配套齐全、人机工效优秀等特点，综合性能达到世界先进水平，可说是中国真正意义上的狙击武器系统。

## 缺失
CS/LR4存在的突出问题是：
- 弹匣容量過小

供弹具单排式直弹匣容弹量只有5发，火力持续力较同口径高精度手动狙击步枪（例如薩科TRG-22）相差一倍；而此彈匣容量問題也被部分解放軍使用者重視並改用了自製的10發彈匣，在流傳照片中是把原有的兩個5發單排式直彈匣焊接而成。
- 拉送枪机顺畅度不足

采用手动（非自动）方式操作的CS/LR4，在每次发射一发子弹都要重新完成向后拉动枪机和送弹上膛的动作。由于其拉機柄较长，拉送时用力稍偏会导致枪机运动轨迹不在中心的情况，使用者越用力（不同心的力）拉送越是拉送不动，尤其在实施精瞄射击时，会改变以前已经固定好的瞄准线指向。
- 弹匣插口部分无反向限制装置

CS/LR4在弹匣与步枪上的弹匣插口的连接部位上没有反向限制装置，当需要将装有实弹的弹匣装上步枪的时候，如果使用者意外地将弹匣的前后进行了颠倒（子弹头朝向后方）却仍能装上步枪。如此一来，在出现错误的弹匣安装动作以后，装在弹匣内的子弹弹头是指向后方的。一旦使用者完成送弹上膛动作，就会出现上膛故障，贻误战机。
- 早期白光瞄準鏡設計不良

CS/LR4的一開始配備的CS/OS15和CS/OS17兩型瞄准镜在使用者實際使用時都出現了不少問題，例如倍率偏高（兩者都只有8至32倍可調）、视场偏窄，从而影响观察搜索和连续对多个不同方向目标射击的问题。此外该型瞄准镜的后置分划线也不随倍率变化，仅可以在20倍时利用分划线的密位刻度瞄准、测距，其他倍率就需要换算。但因为变倍手轮为连续可调，难以准确计算，再加上分划调整手轮刻度单位为MOA，而分划线刻度单位为密位，因此调教和计算相当繁琐。
直到使用改良的CS/OS20A型白光瞄準鏡才有所改善：該瞄具改為4—15倍可調，十字密位线分划采用了前置设计，瞄准镜分划板上每间隔1密位便设有一条密位线，密位线在任意倍率下所代表的密位值不变；镜体上设有横向和纵向分划调整手轮，每档0.05密位，另外还设有变倍手轮和调焦手轮，可调整倍率和焦距，性能比CS/OS15和CS/OS17型都提高不少。

## 改进型
- CS/LR35型狙击步枪（英语：CS/LR35）

基於CS/LR4使用經驗所定制的全面改進升級版本，包括改用模組化外殼、具備摺疊式槍托、升級版瞄準器材以及加強版槍管，同時擁有8.6×70mm Lapua Magnum和7.62×51毫米北約口徑兩種版本，及後正式獲解放軍全面採用並且命名為QBU-202狙擊步槍系統（8.6×70mm Lapua Magnum版本）和QBU-203狙擊步槍系統（7.62×51mm NATO版本）。

## 使用者

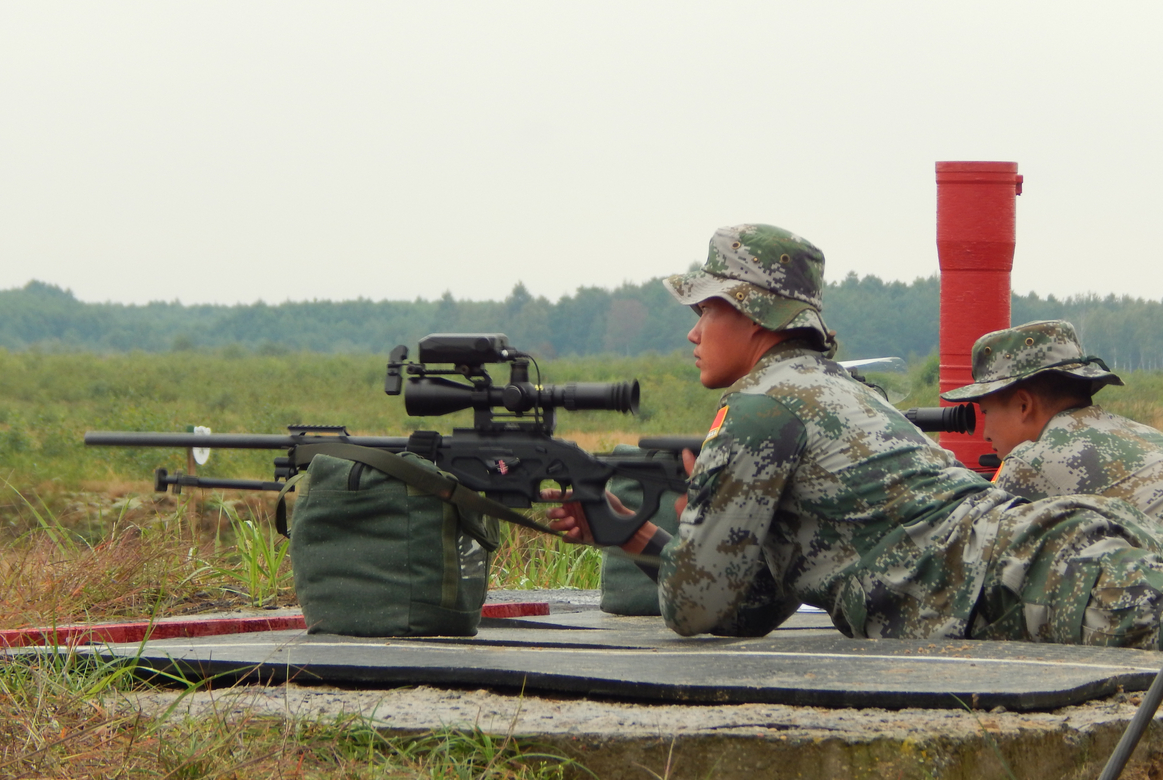
裝備CS/LR4的解放軍陸軍狙擊小組。

- 中华人民共和国
  - 中國人民解放军——QBU-202及QBU-203
  - 中國人民武裝警察部隊特種部隊單位——CS/LR4及CS/LR4A
  - 特警單位[1]
- 香港
  - 香港警務處特別任務連——CS/LR4[12][需要較佳来源]及QBU-203[13][需要較佳来源]
- 澳門
  - 治安警察局特別行動組——CS/LR4A
- 菲律賓
  - 菲律賓武裝部隊——CS/LR4A[14][15]
- 卢旺达
- 委內瑞拉
  - 委內瑞拉海軍陸戰隊——CS/LR4

## 流行文化

### 电视剧
- 2013年—《特种兵之火凤凰》：由雷电突击队和火凤凰女子特战队的狙击小组所使用。
- 2015年—《特警力量》：由猛虎突击队辖下三个中队和小虎队的狙击小组所使用。
- 2017年—《人民的名义》：广泛的由汉东省警方狙击手所使用，其中一支被祁同伟（许亚军饰演）从装备部提用并在孤鹰岭中狙杀一只鹰以及意图击杀侯亮平（陆毅饰演）。
- 2017年—《急诊科医生》：由警方狙击手所使用。

### 电子游戏
- 2013年—：命名為「CS-LR4」（中文版則命名為「CS-LR4狙擊步槍」），發射7.62×51毫米子彈，槍身印有「中国特种部队」的字樣，被歸類為狙击步枪，載彈量5+1發（2018年12月以前疑似出於平衡性而把載彈量設定為10+1發，现已修正）。單人模式當中並無出現；多人聯機模式時為美國、中國及俄羅斯三方「偵察兵」（Recon）的最初武器，預設使用CL6X（放大6倍）、變焦視鏡（放大14倍）和兩腳架附件，並可以使用JGM-4（放大4倍）、斜視金屬瞄準器、直拉式槍機、土狼、雷射瞄準器、LS06消音器、稜鏡（放大3.4倍）、手電筒、防火帽、HD-33、彈道（放大40倍）、测距仪以及七個戰鬥包附件（ACOG（放大4倍）、FLIR（紅外線放大2倍）、全像、消光器、綠點雷射瞄準器、紅外線夜視鏡（紅外線放大1倍）、眼鏡蛇、M145（放大3.4倍）、PBS-4消音器、雷射／燈光組合、PKA-S、PK-A（放大3.4倍）、PKS-07（放大7倍）、PSO-1（放大4倍）、R2消音器、反射式、步槍瞄具（放大8倍）、消音器、戰術燈、三光束雷射、獵人（放大20倍）當中之七）的附件。

## 資料來源
1. 1 2 3 4 5 6 7 8 9 10 11 12 13 14 15 16  .   [2020-04-05]. （原始内容存档于2020-02-21）.
2. 1 2 3  .   [2020-08-14]. （原始内容存档于2020-01-27）.
3. 1 2 3  《名枪》杂志第22卷
4. 1 2 3 4 5  《名枪》杂志第18卷
5. 1 2 3 4  《兵器知识》杂志 2013年8月号
6. ↑  .   [2013-12-13]. （原始内容存档于2013-10-02）.
7. ↑  . JING AN.   [2021-06-09]. （原始内容存档于2021-06-09）.
8. ↑  . Sina News. 7 January 2021  [2022-07-13]. （原始内容存档于2022-07-16） （中文）.
9. ↑  . Guancha. 8 November 2018  [2022-07-13]. （原始内容存档于2022-07-16）.
10. ↑  . NetEase News. 4 August 2021  [2022-07-13]. （原始内容存档于2021-10-19） （中文）.
11. ↑  . China-Arms. 10 June 2021  [2022-07-13]. （原始内容存档于2021-10-09）.
12. ↑  .   [2024-02-04]. （原始内容存档于2024-02-04）.
13. ↑  .   [2017-06-28]. （原始内容存档于2017-06-28）.
14. ↑  澳洲新聞網 - 中共援助菲狙擊步槍遭吐槽 菲軍官：不建議使用

## 外部連結
- （英文）—The Firearm Blog—POTD: The Latest Chinese Weaponry（页面存档备份，存于）
- （简体中文）—中國CS/LR4狙擊槍在澳大放異彩 性能世界領先（页面存档备份，存于）